# Белов, Василий Тимофеевич
Василий Тимофеевич Белов (1910—1944) — красноармеец Рабоче-крестьянской Красной Армии, участник Великой Отечественной войны, Герой Советского Союза (1944).

## Биография
Василий Белов родился в 1910 году в городе Вольске (ныне — Саратовская область) в рабочей семье. Проживал в селе Александровка Балтайского района Саратовской области. Позднее Белов переехал в Узбекскую ССР, проживал в Коканде, работал маляром в городе Карши Бухарской области. В марте 1942 года он был призван на службу в Рабоче-крестьянскую Красную Армию Каршинским городским военным комиссариатом. Был автоматчиком 1292-го стрелкового полка 113-й стрелковой дивизии 57-й армии 3-го Украинского фронта. Отличился во время форсирования реки Южный Буг.
24 марта 1944 года Белов совместно с группой добровольцев переправился через Южный Буг в районе села Виноградный Сад Доманёвского района Николаевской области. Вступив в схватку с противником, Белов гранатами уничтожил пулемётный расчёт. Группа захватила плацдарм, чем обеспечила успешную переправу своей роты и других подразделений. Во время боёв за удержание и расширение плацдарма бойцами были отражены девять контратак противника. Во время этих боёв Белов был ранен. 25 марта 1944 года он был исключён из списков воинской части как убывший по ранению. Дальнейшая его судьба неизвестна, официально он числится без вести пропавшим.
Указом Президиума Верховного Совета СССР от 3 июня 1944 года за «образцовое выполнение боевых заданий командования на фронте борьбы с немецко-фашистскими захватчиками и проявленные при этом мужество и героизм» красноармеец Василий Белов был удостоен высокого звания Героя Советского Союза.
В честь Белова названа улица в городе Фергана.

## Память
В 2016 году на Федеральном военном мемориальном кладбище установлен кенотаф.